# 鼻部
鼻部（）、（旧漢字: 鼻部）は、漢字を部首により分類したグループの一つ。
康熙字典214部首では209番目に置かれる（14画の最初、亥集の23番目）。

## 概要
「鼻（鼻）」字は人間や動物の呼吸や嗅覚を司る器官である鼻を意味する。
鼻の象形である「自」と声符の「畀」から構成される形声文字である（『説文解字』は「畀」を助けるという意符とし、会意とする）。また「鼻」字は引伸して器物のつまみや穴を意味した。
偏旁の意符としては鼻や呼吸に関することを示す。「鼻」の構成要素である「自」自体も鼻に関することを示す偏旁である。
鼻部はこのような意符を構成要素にもつ漢字を収める。

## 字体のデザイン差
「鼻」字は日本において独自の字体が使われている。
『康熙字典』を始めとして他地域では「鼻」の最下部は横画の下に払いと縦画がついた形であるが、日本の新字体においては払いと縦画を横画を貫く形を採用している。ただし、表外漢字である「鼾」などは康熙字典に従っている。

## 部首の通称
- 日本：はな・はなへん
- 韓国：코비부（ko bi bu、はなの鼻部）
- 英米：Radical nose

## 部首字
鼻（鼻）
- 中古音
  - 広韻 - 毗至切、至韻、去声
  - 詩韻 - 寘韻、去声
  - 三十六字母 - 並母
- 現代音
  - 普通話 - ピンイン：bí 注音：ㄅㄧˊ ウェード式：pi2
  - 広東語 - Jyutping:bei6 イェール式:bei6
- 日本語 - 音：ヒ（漢音）・ビ（呉音） 訓：はな
- 朝鮮語 - 音：비(bi) 訓：코（ko、はな）

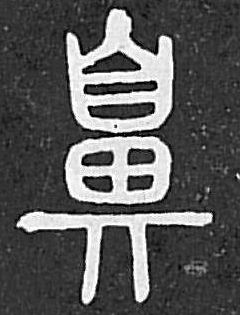
説文解字
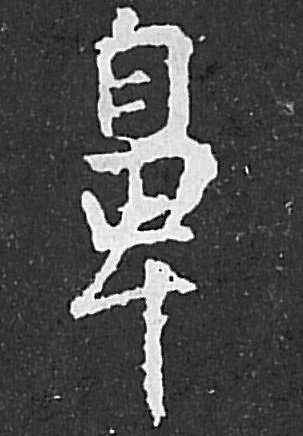
王羲之
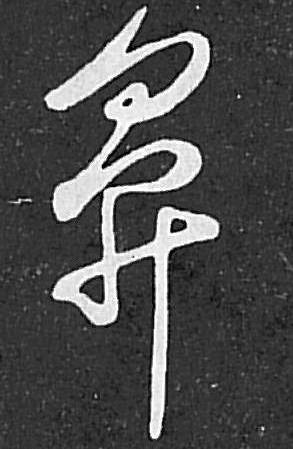
懐素

## 例字
- 鼻（鼻）
  - 3:鼾、11:齇、13:齈

### 最大画数
22:齉